# Maladies humaines à hantavirus
Les maladies humaines à hantavirus  sont des zoonoses virales    transmises  par des rongeurs qui provoquent des maladies de gravité variable chez l'homme. Il existe plusieurs hantavirus différents, avec une distribution géographique différente et provoquant différentes maladies cliniques. Chaque hantavirus est spécifique à un hôte rongeur différent. La transmission du virus à l'homme se produit par inhalation d'urine, de crottes ou de salive de rongeurs infectés.
On peut distinguer trois principaux syndromes cliniques après une infection à hantavirus : la fièvre hémorragique avec syndrome rénal (FHSR) ou nephropathia epidemica, une forme bénigne de FHSR causée par le virus de Puumala et le syndrome pulmonaire à hantavirus (SPH),
Il n'y a pas de traitement curatif pour l'infection à hantavirus, et l'élimination ou la minimisation du contact avec les rongeurs est le meilleur moyen de prévenir l'infection.
Le terme hantavirus fait référence à un genre couvrant plusieurs dizaines d'espèces ou de génotypes dans le monde différant par leur virulence à l'humain. Chaque hantavirus possède une espèce hôte spécifique de rongeur ou un groupe d'espèces hôtes étroitement apparentées.  
Environ 200 cas de syndrome pulmonaire à hantavirus surviennent chaque année, principalement en Amérique du Nord et du Sud. Le taux de mortalité moyen est de 40 %.
Environ 150 000 à 200 000 cas de fièvre hémorragique avec syndrome rénal causés par une infection à hantavirus surviennent chaque année à l'échelle internationale. La plupart de ces décès sont survenus en Chine, où le taux de mortalité moyen des cas varie de 1 % à 12 %..

## Symptômes
Les caractéristiques cliniques des patients atteints d'une maladie à hantavirus sont assez variables, allant d'asymptomatique à sévère. La période d'incubation est relativement longue, généralement de 2 à 3 semaines, mais peut aller jusqu'à six semaines. Dans les zones d'endémie, une infection à hantavirus doit être suspectée si la fièvre aigüe s'accompagne de thrombocytopénie, de maux de tête, souvent très sévères, et de douleurs abdominales et dorsales sans symptômes clairs des voies respiratoires.

### Fièvre hémorragique avec syndrome rénal
La FHSR peut se manifester sous la forme d’une maladie bénigne, modérée ou grave, selon l’agent causal. L’évolution clinique peut être divisée en cinq phases : prodromique (ou fébrile), hypotensive, oligurique, diurétique et de convalescence. La phase prodromique commence par une forte fièvre accompagnée de signes tels que des frissons, des maux de tête, une vision trouble, un malaise et une anorexie, suivis de douleurs abdominales ou lombaires, de symptômes gastrointestinaux, de rougeurs au visage, de pétéchies et d’éruptions cutanées érythémateuses. Cette phase dure en général de 3 à 7 jours. La phase hypotensive dure de quelques heures à plusieurs jours. Elle est caractérisée par l’installation soudaine d’une hypotension qui peut évoluer vers l’état de choc et l’hémorragie. La phase oligurique dure en général de 3 à 7 jours; durant cette période, la tension artérielle peut revenir à la normale ou augmenter, le débit urinaire chute de façon marquée, et une hémorragie sévère peut survenir. La diurèse spontanée signale le début de la guérison. Le taux de mortalité varie de 5 % à 15 %.

### Syndrome cardiopulmonaire à hantavirus
Il existe quatre phases cliniques : prodromique, cardiopulmonaire, diurétique et de convalescence. La phase prodromique est caractérisée par une fièvre accompagnée de myalgie et de malaise, et par d’autres symptômes tels que des céphalées, des étourdissements, des douleurs abdominales et des manifestations gastrointestinales, qui durent en général de 3 à 6 jours. Elle est suivie de la phase cardiopulmonaire à évolution rapide, avec œdème pulmonaire non cardiogénique, hypoxémie, toux, épanchement pleural, symptômes gastrointestinaux, tachypnée, tachycardie, dépression myocardique et choc cardiogénique. Il existe des risques d’hypotension et d'oligurie. La phase diurétique est marquée par la résorption rapide de l’œdème pulmonaire et par la résolution de la fièvre et de l’état de choc. Le taux de mortalité est d’environ 30 %.

## Diagnostic
Le diagnostic de la maladie à hantavirus repose principalement sur la détection d'anticorps, par des tests immunofluorescents (IFA) ou des tests immunoenzymatiques (EIA). Dans la phase aigüe de l'infection à hantavirus, les anticorps ne sont pas spécifiques. La faible avidité des anticorps IgG et la fluorescence granulaire dans l'IFA des sérums aigus peuvent être utilisées pour séparer les infections anciennes des nouvelles. Ces dernières années, des tests immunochromatographiques d'IgM en tant que test au point d'intervention avec un lecteur optique ont été développés. La RT-PCR du sang du patient est en cours d'utilisation.

## Prise en charge
Le traitement de la maladie à hantavirus est principalement symptomatique. Le maintien de l'équilibre hydrique, tout en évitant une surhydratation chez un patient potentiellement oligurique, est d'une importance cruciale. En cas d'insuffisance rénale, une dialyse peut être nécessaire. Puisqu'il n'y a pas de transmission interhumaine d'hantavirus européens, aucun isolement n'est nécessaire.

## Répartition géographique des hantavirus

### Mondiale
| Hantavirus | Syndrome | Vecteur                           | Nom commun             |
| ---------- | -------- | --------------------------------- | ---------------------- |
| Séoul      | FHSR     | Rattus rattus , rattus norvegicus | Rat noir, Rat surmulot |

### Europe
Plus de 10 000 cas HFRS sont diagnostiqués chaque année en Europe et ce nombre est croissant.
Il existe six hantavirus en Europe. En 2017, 21 pays ont signalé 4 239 cas d'infection à hantavirus (0,8 cas pour 100 000 habitants). Deux pays, la Finlande et l'Allemagne, représentaient 70,1 % de tous les cas signalés. En l'absence d'un vaccin autorisé, la prévention repose principalement sur le contrôle des rongeurs, l'évitement du contact et le nettoyage et la désinfection appropriés des zones contaminées par les excréments de rongeurs (urine, salive ou excréments).
Les deux plus fréquents hantavirus en Europe sont les virus de Puumala et de Dobrava
| Hantavirus      | Syndrome               | Vecteur                          | Nom commun             |
| --------------- | ---------------------- | -------------------------------- | ---------------------- |
| Puumala (PUUV)  | Nephropathia epidemica | Myodes glareolus                 | Campagnol roussâtre    |
| Dobrava (DOBV)  | FHSR                   | Apodemus flavicollis             | Mulot à collier        |
| Saaremaa (SAAV) |                        | Apodemus agrarius                | Mulot rayé             |
| Séoul (SEOV)    | FHSR                   | Rattus rattus, Rattus norvegicus | Rat noir, Rat surmulot |
| Tula (TULV)     | SPH                    | Microtus sp.                     | Campagnols             |
| Seewis (SWSV)   |                        | Sorex araneus                    | Musaraignes            |
| Nova (NOV)      |                        |                                  |                        |

#### Hantavirus

##### Puumala
Le virus est répandu sur la majeure partie du continent, à l'exception du Royaume-Uni, des régions côtières méditerranéennes et des régions les plus septentrionales.
La maladie clinique entraîne une fièvre hémorragique avec syndrome rénal (également appelée « nephropathia epidemica ») et entraîne une mortalité inférieure à 0,5%.
Le taux de létalité dû à l'infection par le virus Puumala se situe entre moins de 0,1 et 0,4 %. La récupération commence généralement au cours de la deuxième semaine de maladie et s'accompagne d'une amélioration du débit urinaire entraînant une polyurie. Le rétablissement complet peut toutefois prendre des semaines. Les complications de plus longue durée sont rares et comprennent la glomérulonéphrite, le syndrome de Guillain-Barré, l'hypopituitarisme et l'hypertension.

##### Dobrava
Le virus est répandu dans le sud-est de l'Europe, jusqu'à la République tchèque et le sud de l'Allemagne au nord, bien que l'espèce porteuse ait une distribution beaucoup plus large en Europe ouest et nord. Le tableau clinique des infections à virus de Dobrava est très similaire, mais les symptômes sont plus graves, avec un taux de mortalité plus élevé.

##### Saarema
Le virus est répandu dans l'Europe centrale et orientale et dans les États baltes.

##### Tula
L'espèce Tulavirus a été décrite pour la première fois chez des campagnols (Microtus arvalis et M. levis) capturés à Tula, en Russie, en 1987. La présence de TULV a également été documentée chez d'autres espèces de campagnols dans plusieurs pays européens dont l'Allemagne, la Suisse, la Slovénie, la République tchèque, la Slovaquie, l'Autriche , Pologne et Serbie. En Europe centrale, M. arvalis est le principal réservoir de TULV. L'antigène TULV a été trouvé dans 10% de la population de campagnols communs dans le sud de la Moravie en République tchèque. Le potentiel pathogène du virus Tula chez l'homme est considéré comme faible. La manifestation clinique est un syndrome cardiopulmonaire avec atteinte rénale mais sans troubles de la coagulation.

#### Transmission
Les rongeurs comme les campagnols et la souris à cou jaune sont le réservoir des hantavirus. Dans la partie nord de l'Europe, des épidémies humaines se produisent pendant les pics de population cycliques de l'espèce hôte. En Europe tempérée, en revanche, les épidémies humaines sont liées à la présence (irrégulière) de fortes émissions de glands ou de faines conduisant à une abondance d'espèces de rongeurs mangeurs de graines, y compris A. flavicollis. Les rongeurs porteurs envahissent souvent les établissements humains en automne, augmentant ainsi le risque. Pendant les années de pointe des rongeurs, une forte proportion de rongeurs peut être séropositive. Après avoir été infectés, les campagnols commencent à éliminer le virus au bout de 5 à 6 jours et l'excrétion se poursuit pendant environ deux mois.
Les rongeurs excrètent des hantavirus dans l'urine, les fèces et la salive, et l'infection humaine se produit principalement par inhalation d'excréments de rongeurs contaminés par un virus en aérosol. Par conséquent, les endroits poussiéreux infestés de rongeurs sont des sites à risque. Aucune transmission interhumaine n'est connue pour les hantavirus européens. Aucun arthropode vecteur n'est connu pour les hantavirus.
Les professions telles que les travailleurs forestiers et les agriculteurs ont un risque accru d'exposition d'être atteints par la maladie qui peut être considérée comme une maladie professionnelle.

#### Traitement
La ribavirine est le seul médicament utilisé dans les infections graves à hantavirus en Europe. Il n'y a actuellement aucun vaccin disponible en Europe.

### Amérique du Nord
| Hantavirus | Syndrome | Vecteur                | Nom commun       |
| ---------- | -------- | ---------------------- | ---------------- |
| Sin Nombre | SPH      | Peromyscus maniculatus | Souris sylvestre |

#### Canada
| Hantavirus           | Syndrome | Vecteur                | Nom commun             |
| -------------------- | -------- | ---------------------- | ---------------------- |
| ?                    |          | Myodes gapperi         | Campagnol à dos roux   |
| Sin Nombre (SNV).    | SPH      | Peromyscus maniculatus | Souris sylvestre       |
| New York virus (NYV) | SPH      | Peromyscus leucopus    | Souris à patte blanche |

#### États-Unis
| Hantavirus               | Syndrome | Vecteur                | Nom commun                   |
| ------------------------ | -------- | ---------------------- | ---------------------------- |
| Sin nombre               | SPH      | Peromyscus maniculatus | Souris sylvestre             |
| Bayou (BAYV)             |          | Oryzomys palustris     | Rat des rizières (Louisiane) |
| Black Creek Canal (BCCV) | SPH      | Sigmodon hispidus (en) | Rat du coton (Floride)       |

### Amérique du Sud
| Hantavirus   | Syndrome | Vecteur                    | Nom commun                                             |
| ------------ | -------- | -------------------------- | ------------------------------------------------------ |
| Laguna Negra |          | Calomys laucha (en)        | Petite souris vespérale (Argentine)                    |
| Andes        | SPH      | Oligoryzomys longicaudatus | Rat pygmée de rizière à longue queue (Amérique du Sud) |

#### Andes
Le virus des Andes est le seul hantavirus connu à se propager entre les gens. Le contact direct avec un patient malade ou ses fluides corporels (tels que le sang, la salive, l'urine ou le sperme), ou passer une période de temps prolongée (> 1 heure) à proximité d'une personne malade sont des moyens de contamination.

### Asie
| Hantavirus | Syndrome | Vecteur           | Nom commun |
| ---------- | -------- | ----------------- | ---------- |
| Hantaan    | FHSR     | Apodemus agrarius | Mulot rayé |

#### Hantaan
Le virus de Hantaan est responsable de la fièvre hémorragique de Corée.